# Krzysztof Kwiatkowski (żużlowiec)
Krzysztof Kwiatkowski (ur. 31 marca 1957 w Łubiance) – polski żużlowiec.
Licencję żużlową zdobył w 1974 roku. W rozgrywkach z cyklu drużynowych mistrzostw Polski startował reprezentując kluby Stali (Apatora) Toruń (1976–1981, 1983–1984), Sparty Wrocław (1985), GKM-u Grudziądz (1986–1988) oraz Motoru Lublin (1989). Największy sukces w tych rozgrywkach osiągnął w 1983 r., zdobywając brązowy medal.
Finalista młodzieżowych drużynowych mistrzostw Polski (cykl turniejów 1979 – srebrny medal), finalista młodzieżowych mistrzostw Polski par klubowych (Bydgoszcz 1980 – srebrny medal), finalista młodzieżowych indywidualnych mistrzostw Polski (Leszno 1980 – XIV m.), finalista indywidualnego Pucharu Polski (Gniezno 1987 – XVI m.). Finalista rozgrywek o "Brązowy" (Łódź 1976 – XIII m., Gdańsk 1977 – III m., Rybnik 1978 – X m.) oraz "Srebrny Kask" (Zielona Góra 1980 – V m.).